# Emile Freymond

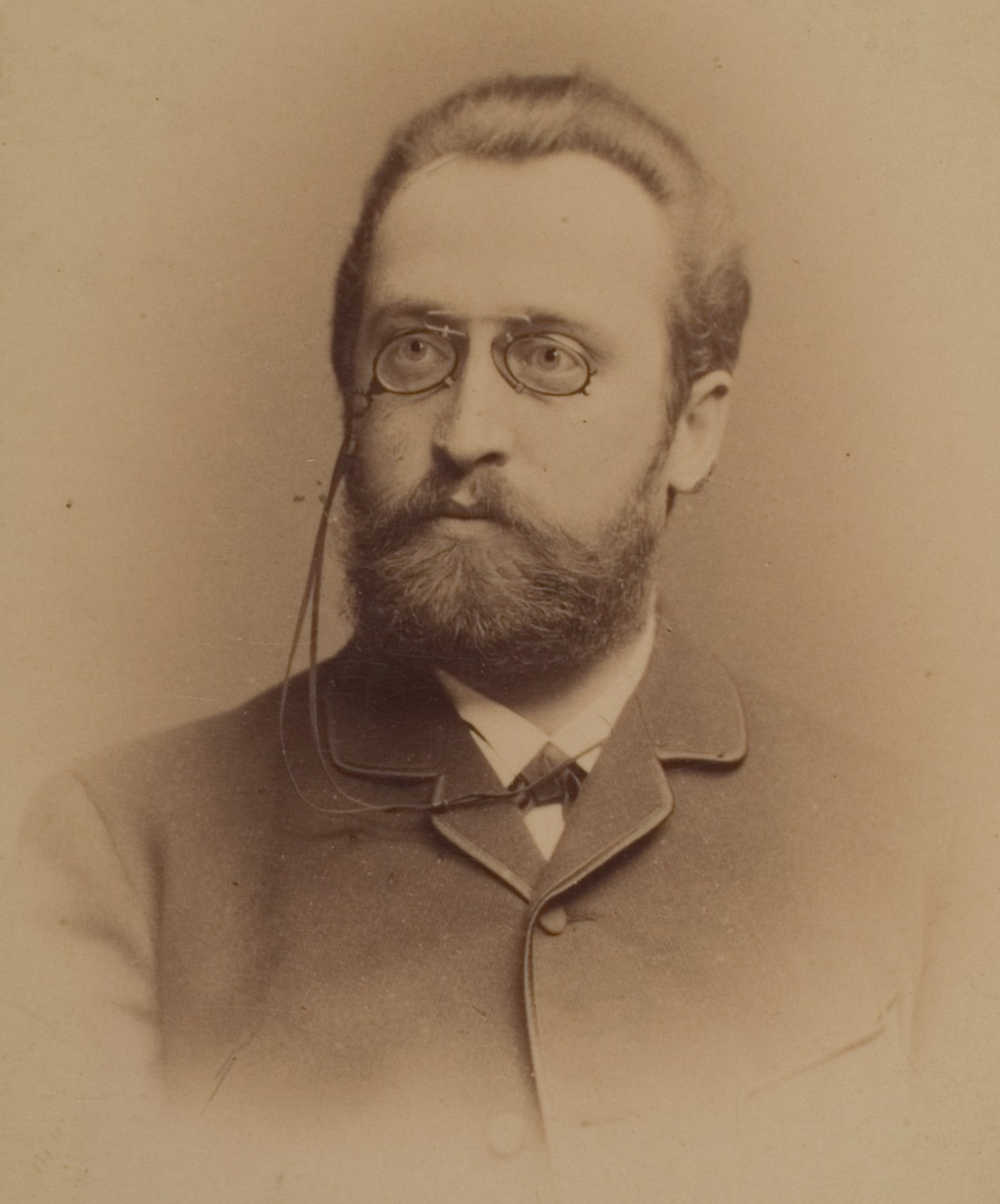
Emile Freymond

Emile Freymond (* 9. Juli 1855 in Breslau; † 9. Mai 1918 in Prag) war ein deutscher Romanist.

## Leben und Werk
Freymond studierte an den Universitäten Breslau, Berlin und Straßburg. Er promovierte 1882 an der Universität Straßburg mit der Arbeit Über den reichen Reim bei altfranzösischen Dichtern bis zum Anfang des XIV. Jahrhunderts (Halle a. S. 1882). Er habilitierte sich 1883 an der Universität Heidelberg über das Thema Jongleurs und Menestrels (Halle a. S. 1883) und war ab 1884 ebenda außerordentlicher Professor für Romanische Philologie. Von 1890 bis 1901 war Freymond Ordinarius an der Universität Bern, von 1901 bis zu seinem Tod an der Karl-Ferdinands-Universität in Prag.

## Werke
- Beiträge zur Kenntnis der altfranzösischen Artusromane in Prosa. I., in: Zeitschrift für französische Sprache und Literatur 17, 1895
- Artus' Kampf mit dem Katzenungetüm. Eine Episode der Vulgata des livre d'Artus; die Sage und ihre Lokalisierung in Savoyen, Halle a. Saale 1899, Ann Arbor/London 1980